# F. H. Nestler & Melle

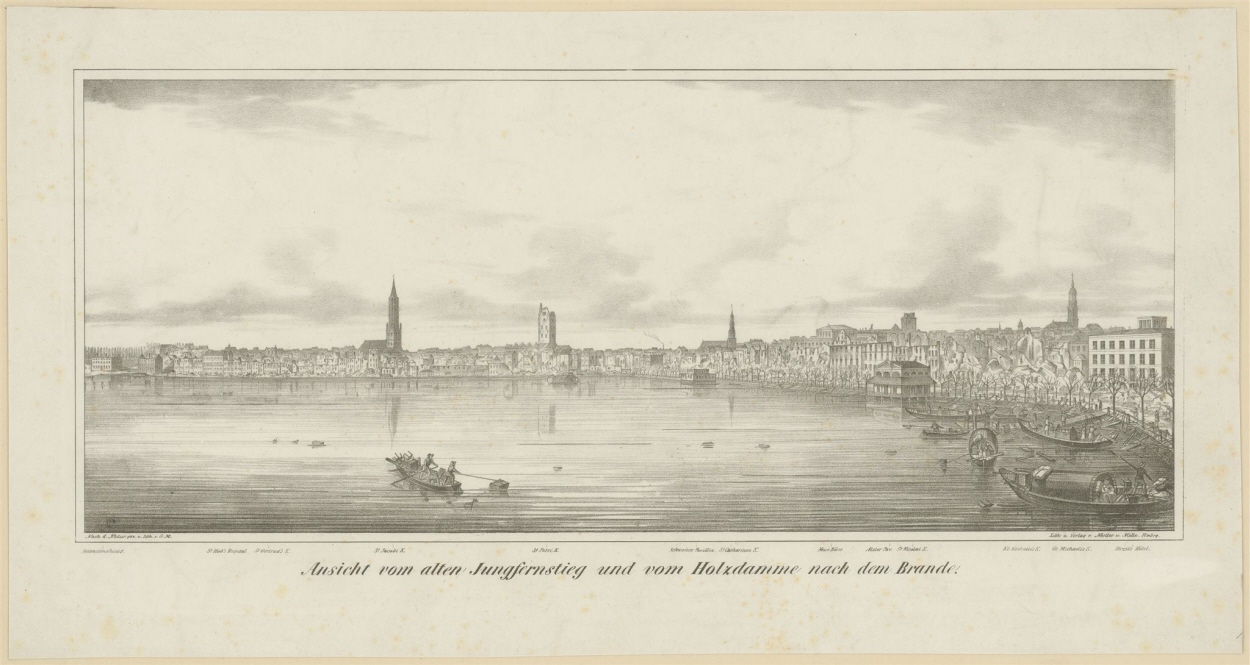
Hamburg um 1842: „Ansicht vom alten Jungfernstieg und vom Holzdamme nach dem Brande“;
Kreidelithografie von Martin Gensler im Verlag von F. H. Nestler & Melle

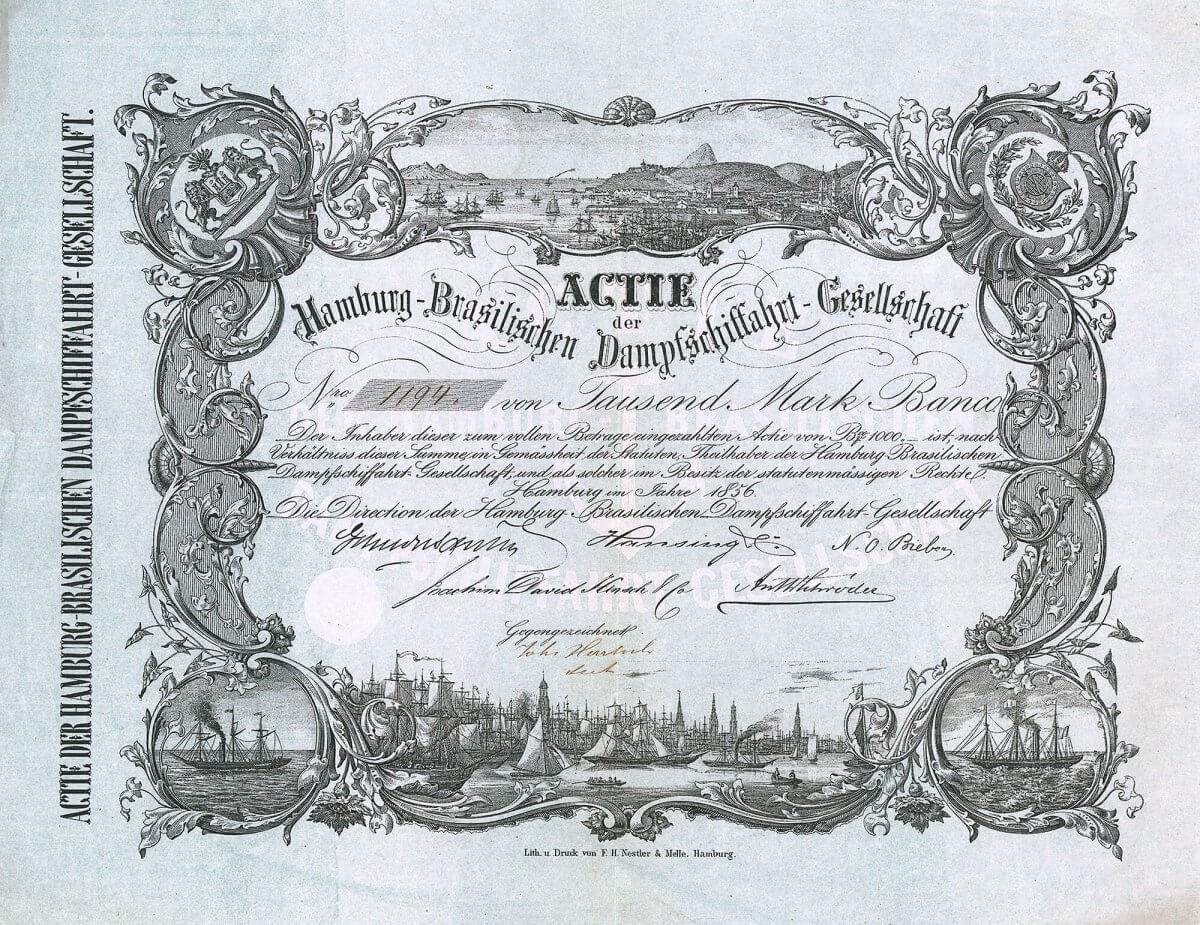
1856 verausgabte Aktie der Hamburg-Brasilischen Dampfschiffahrt-Gesellschaft;
Lithografie und Druck von F. H. Nestler & Melle

F. H. Nestler & Melle war eine 1831 in Hamburg gegründete Druckerei. Eigentümer und Namensgeber waren Friedrich Hermann Nestler (1765–1848) und Julius Friedrich Wilhelm Melle (vor 1831–1859). Das Unternehmen hatte seinen Ursprung 1796 und trat zeitweilig auch als Verlags- und Sortimentsbuchhandlung sowie Antiquariat. in Erscheinung.

## Geschichte
Friedrich Hermann Nestler (1765–1848) gründete das Unternehmen im Jahr 1796 unter seinem Namen F. H. Nestler. Ab dem 1. April 1831 firmierte das Unternehmen infolge der Kooperation mit Julius Friedrich Wilhelm Melle (gestorben 1862) zur F. H. Nestler & Melle. Nach Melles Tod ging das angeschlossene Antiquariat in den Besitz und die Leitung von F. Dörling über. Von Melles Witwe erwarb J. H. Lürssen am 18. April sowohl den Verlag als auch das Sortiment, veräußerte beides jedoch schon wenig Wochen später am 15. Juni 1862 an M. H. W. Lührsen und Hermann Hülsemann. Hülsemann war schon zuvor in Soest Besitzer der Schulbuchhandlung Soest, deren Verlag er in das Hamburger Unternehmen einbrachte. Im November 1863 trennten sich die beiden neuen Besitzer; Lührsen übernahm Verlag und Druckerei, Hülsemann das Sortiment und den Firmennamen F. H. Nestler & Melle. Bald darauf wurde die Druckerei sowie die Schulbuchhandlung Soest aufgegeben, deren Verlag jedoch Hermann Krombhaar in Liegnitz übernahm.
Bald darauf übernahm Hermann Hülsemann von Lührsen den schon zuvor betriebenen Kalender-Verlag und führte diesen, das Sortiment und die weiteren Verlagsaktivitäten von F. H. Nestler & Melle bis zu seinem Tod am 19. Juli 1878 weiter. Wenige Wochen später wurde zum 1. September 1878 eine Filiale in Berlin gegründet, die jedoch schon zum 1. Januar 1881 wieder aufgegeben wurde. Unterdessen hatten Hülsemanns Witwe und weitere Rechtsnachfolger Geschäft und Firma zum 1. Januar 1879 an Siegfried Behrendsohn verkauft. Unter diesem wurde ein Auslieferungs-Lager bei E. F. Steinacker in Leipzig betrieben.
1880 hatte F. H. Nestler & Melle seinen Sitz unter im Haus Neuerwall 59.